# Herbón

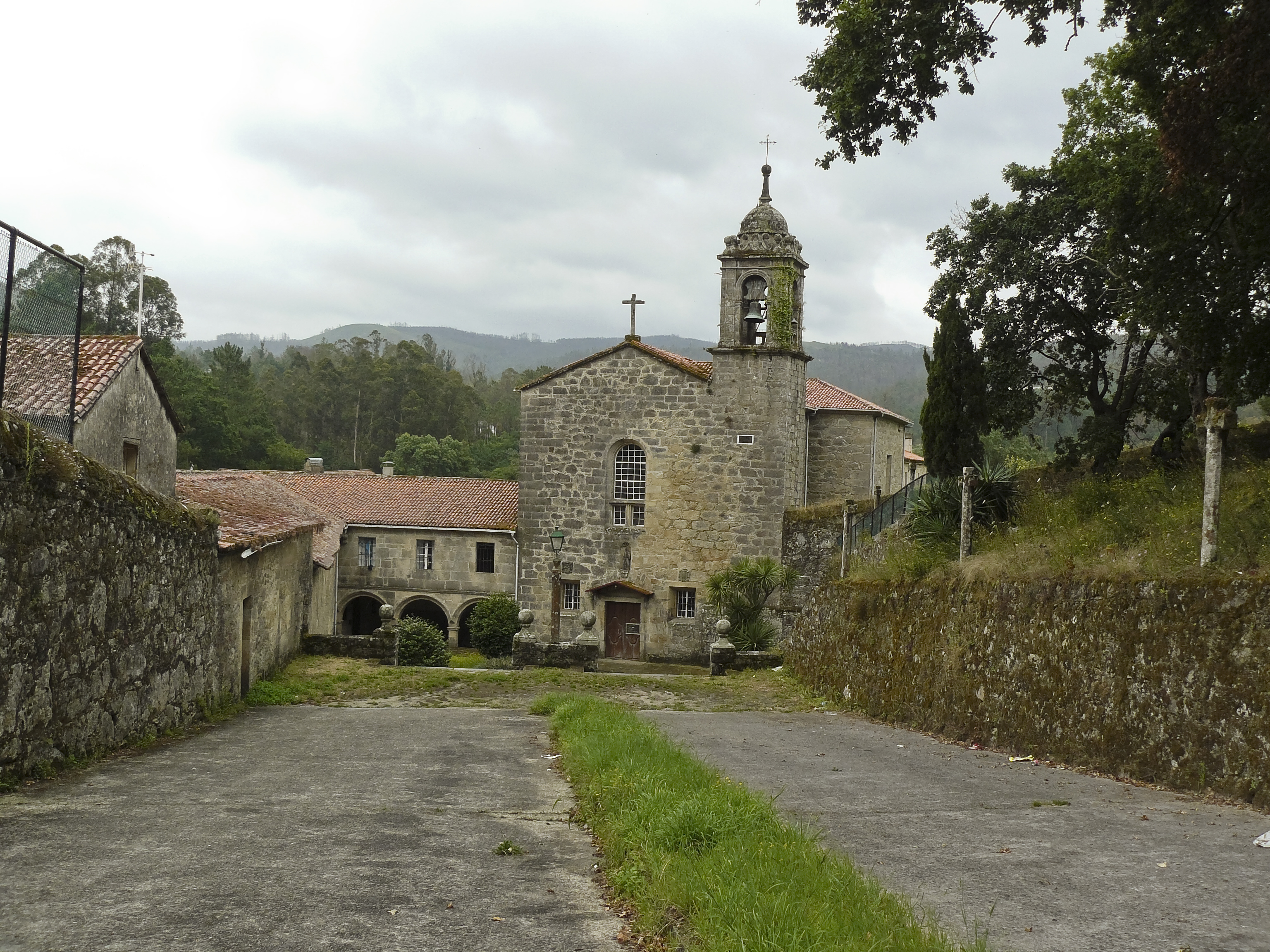
Convent de San Francisco

Santa María de Herbón és una parròquia del municipi gallec de Padrón, a la província de la Corunya.
L'any 2013 tenia 666 habitants distribuïts entre 12 entitats de població: A Barca, As Casas Baratas, Os Condes, Confurco, Cortiñas, Herbón, A Igrexa, Morono, O Rego da Manga, Riba da Fonte, A Rocha i Santa Cruz.
En aquesta parròquia hi ha el convent de San Francisco de Herbón, on es van començar a plantar els coneguts avui com Pebrots de Padrón. Des de 1978 s'ha celebrat ininterrompudament la Festa do Pemento de Herbón, cada primer dissabte d'agost reconeguda com a festa d'interès turísitic per la Xunta de Galícia.